# Albrecht Adam
Albrecht Adam (Nördlingen, 16 aprile 1786 – Monaco di Baviera, 28 agosto 1862) è stato un pittore, incisore e litografo tedesco.
Membro della famiglia Adam, è considerato, insieme al fratello Heinrich, il fondatore della peculiare tradizione pittorica familiare.

## Biografia
Nato a Nördlingen, si impiega come apprendista confettiere e nel 1803 si reca a Norimberga per perfezionarsi nella professione. Invece, grazie alla spinta del direttore dell'Accademia di belle arti di Norimberga e in seguito a quella di Johann Moritz Rugendas, finisce per dedicarsi alla pittura, specializzandosi nella rappresentazione di scene di battaglia e di cavalli. 

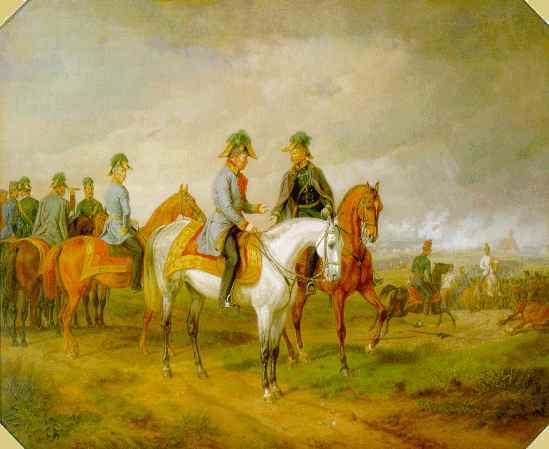
Albrecht Adam, La battaglia di Novara, 1858, olio su tela

Dopo essersi arruolato nell'esercito austriaco nella campagna antinapoleonica del 1809, vive per un periodo a Vienna, dove attira su di sé l'attenzione del figliastro di Napoleone Eugenio di Beauharnais, che lo nomina suo pittore di corte.
La maggior parte dei lavori di Adam dopo tale nomina vertono sulla campagna di Russia dell'imperatore francese, a cui prende parte al seguito del de Beauharnais. Tra le altre sue opere, si ricorda un diario di guerra composto da 83 diverse scene. Nel 1815 Adam si trasferisce a Monaco di Baviera, dove riceve commissioni dagli imperatori e re di Baviera e Austria. Nel suo studio di Monaco riceve frequenti visite da parte di Theodor Horschelt, che più tardi diviene a sua volta celebre per i suoi dipinti che ritraggono scene della Guerra caucasica. Continua a lavorare fino a tarda età, aiutato negli ultimi anni dai suoi tre figli e allievi Benno, Eugen e Franz. Muore a Monaco nel 1862.